# Сельское поселение Якотское
Се́льское поселе́ние Якотское — упразднённое муниципальное образование со статусом сельского поселения в Дмитровском районе Московской области Российской Федерации.

## Общие сведения
Образовано согласно Закону Московской области от 28 февраля 2005 года № 74/2005-ОЗ. 19 мая 2018 года упразднено с включением в состав новообразованного Дмитровского городского округа.
Административный центр — посёлок совхоза «Будённовец».
Глава сельского поселения — Жигалов Юрий Алексеевич. Адрес администрации: 141820, Московская область, Дмитровский район, посёлок совхоза «Будённовец», ул. Транспортная, д. 46.

## География
Расположено на северо-востоке района. Граничит с Костинским сельским поселением и городским поселением Дмитров; Гуслевским сельским поселением Талдомского района; Шеметовским и Васильевским сельскими поселениями Сергиево-Посадского района. Площадь территории сельского поселения составляет 25 692 га (256,92 км²).

## Население
| 2006  | 2007  | 2008  | 2009  | 2010  | 2011  | 2012  | 2013  |
| ----- | ----- | ----- | ----- | ----- | ----- | ----- | ----- |
| 4888  | ↘4603 | ↗4635 | ↗4658 | ↗5176 | ↗5324 | →5324 | ↗5392 |
| 2014  | 2015  | 2016  | 2017  | 2018  |       |       |       |
| ↘5375 | ↘5341 | ↘5285 | ↗5308 | ↗5324 |       |       |       |

## Населённые пункты
В состав сельского поселения входят 43 населённых пункта упразднённых Слободищевского и Якотского сельских округов:
| Вид     | Наименование         | Население, чел. (2010) |
| ------- | -------------------- | ---------------------- |
| деревня | Акулово              | 2                      |
| деревня | Андреянцево          | 15                     |
| деревня | Бешенково            | 7                      |
| деревня | Буславль             | 0                      |
| деревня | Василево             | 22                     |
| деревня | Власково             | 13                     |
| село    | Вороново             | 12                     |
| деревня | Гора                 | 2                      |
| деревня | Горбово              | 0                      |
| деревня | Думино               | 4                      |
| село    | Жестылево            | 120                    |
| деревня | Измайлово            | 8                      |
| село    | Ильино               | 47                     |
| деревня | Карцево              | 6                      |
| деревня | Кикино               | 17                     |
| деревня | Ковригино            | 245                    |
| деревня | Колотилово           | 5                      |
| деревня | Кузнецово            | 23                     |
| деревня | Лифаново             | 12                     |
| деревня | Мартыново            | 3                      |
| деревня | Михайловское         | 0                      |
| деревня | Михеево-Сухарево     | 19                     |
| деревня | Никитино             | 10                     |
| деревня | Новое Сельцо         | 11                     |
| деревня | Носково              | 51                     |
| деревня | Овсянниково          | 5                      |
| деревня | Ольявидово           | 1026                   |
| деревня | Плетенево            | 7                      |
| деревня | Постниково           | 0                      |
| деревня | Пыхино               | 10                     |
| посёлок | Рыбное               | 1765                   |
| деревня | Саввино              | 17                     |
| деревня | Святогорово          | 1                      |
| деревня | Сихнево              | 9                      |
| деревня | Скриплево            | 14                     |
| деревня | Слободищево          | 61                     |
| посёлок | совхоза «Будённовец» | 1268                   |
| деревня | Старово              | 26                     |
| село    | Тимоново             | 8                      |
| деревня | Тимошкино            | 20                     |
| деревня | Торговцево           | 21                     |
| деревня | Шабаново             | 16                     |
| село    | Якоть                | 248                    |